# Нанкинска битка
Нанкинската битка от 1 до 13 декември 1937 година е битка при град Нанкин в Китай по време на Втората китайско-японска война.
След успеха си в Шанхайската битка японското командване решава да се възползва от тежкото положение на китайците и с бързо настъпление да превземе столицата на Република Китай Нанкин, надявайки се да постигне капитулация на противника. Китайците се опитват да защитят града с набързо организирани сили, но той е превзет след няколкодневни действия, след което японците извършват масово клане на цивилно население. Въпреки поражението Китай продължава съпротивата до поражението на Япония във Втората световна война през 1945 година.